# Rockenfeld

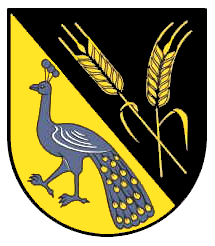
Das Wappen der früheren Gemeinde

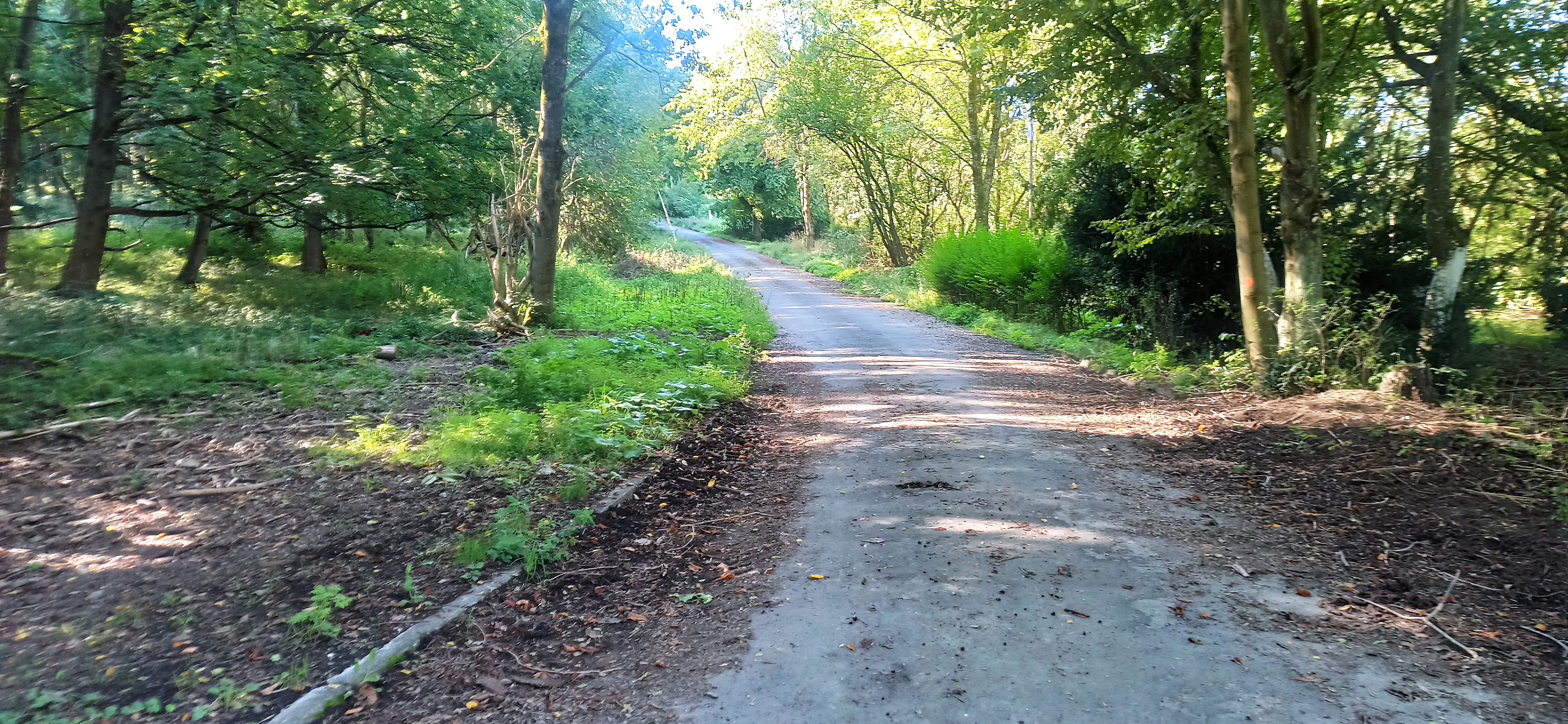
Rockenfeld im September 2023; Bordsteine links noch sichtbar

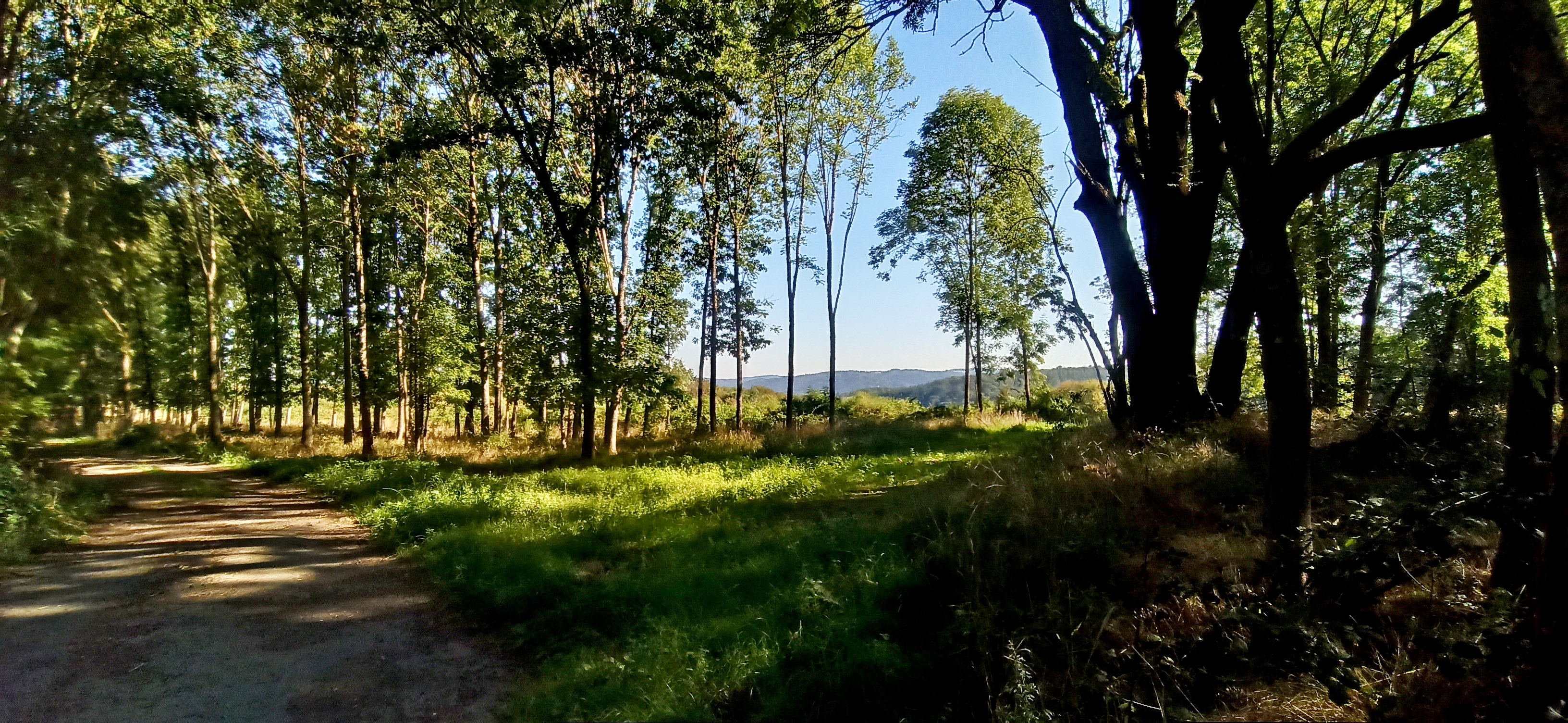
Rockenfeld 2023. Im Hintergrund Blick in Richtung Wiedtal und Berge des Westerwaldes

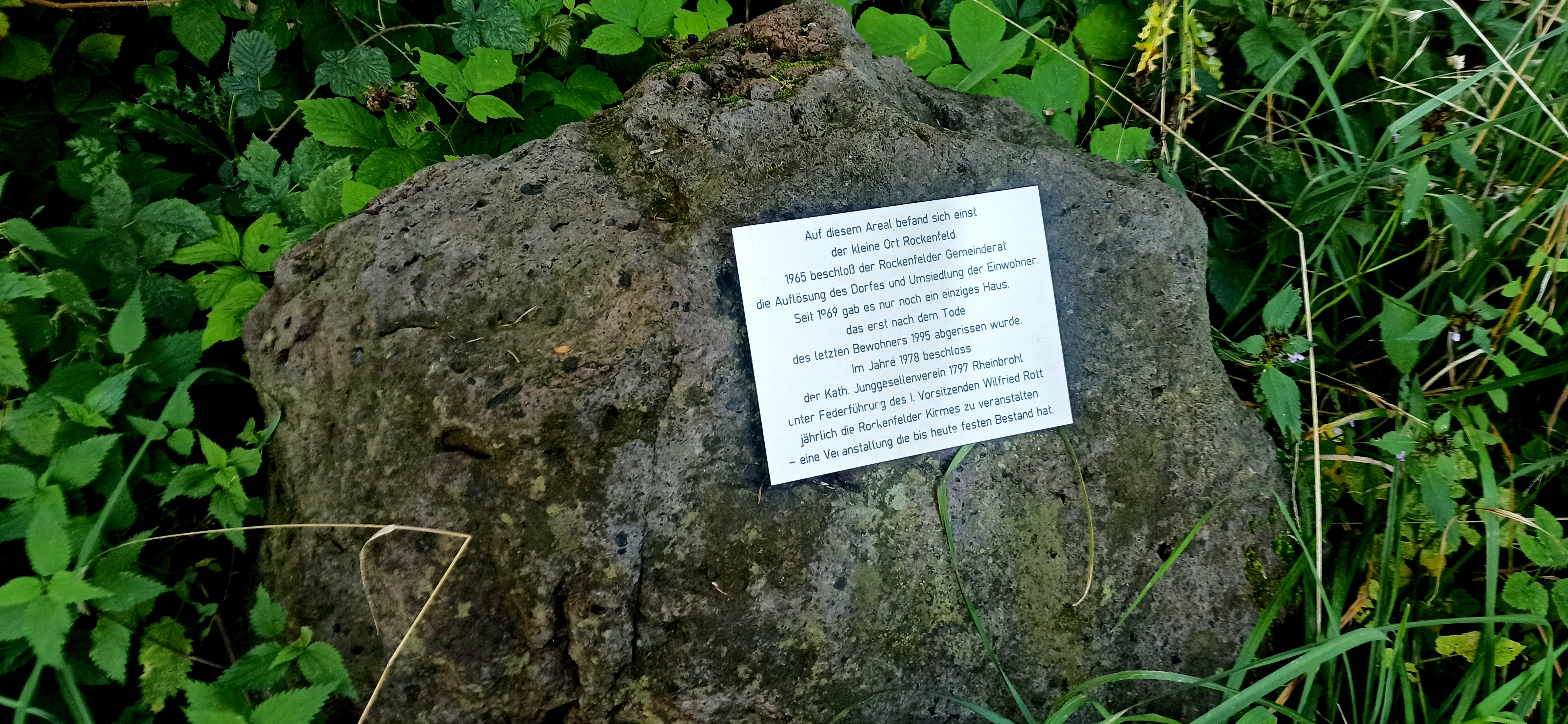
Gedenkstein in Rockenfeld

Rockenfeld ist eine Wüstung im Neuwieder Stadtteil Feldkirchen in Rheinland-Pfalz. Von Rockenfeld leiten sich die Namen Rockenfeller und Rockefeller ab.

## Geographie
Der verlassene Ort Rockenfeld liegt auf 330 m ü. NN auf einem von Norden nach Süden ansteigenden Höhenzug zwischen den Tälern des Rockenfelder Bachs im Westen und eines Zuflusses des Nonnenbachs im Osten. Östlich grenzt der Forst Wied an. Einzige Straßenverbindung ist die nach Rheinbrohl auf einer Länge von acht Kilometern ins Rheintal hinabführende Kreisstraße 1.

## Geschichte
Die Nähe des Ortes zum Verlauf des Limes, der dort das Römische Reich begrenzte, und die nur wenige hundert Meter entfernten Reste des römischen Kleinkastells „Am Forsthofweg“ deuten auf eine frühe Besiedlung hin.
Es wird berichtet, dass in späterer Zeit nicht nur die Burggrafen von Hammerstein und das Kurfürstentum Trier, sondern auch das Grafenhaus Wied und das Kloster St. Thomas einen Hof in Rockenfeld hatten.
Das Dorf wurde 1280 erstmals urkundlich erwähnt als Rukenvelt, wegen der Lage auf dem ersten Höhenrücken zwischen Rhein und Westerwald. Bis 1693 gehörte es zu Gönnersdorf. 1846 wohnten im Ort 11 Familien. 1885 wurde eine offizielle Schule eingerichtet, die 1935 wieder geschlossen wurde.
Unmittelbar nach dem Zweiten Weltkrieg lebten in Rockenfeld noch 50 Menschen. Aufgrund stetiger Abwanderung beschloss der Gemeinderat 1965 die Auflösung der Gemeinde. 1969 wurden die verlassenen Häuser und Höfe von der Feuerwehr abgebrannt. 1995 wurde das letzte Haus abgerissen. 

## Der Ort heute
2023 war Rockenfeld ein verlassener Ort mitten im Naturpark Rhein-Westerwald mit einem Ehrenmal von 1962/63 sowie einem Gedenkstein als einzigen Überresten. 
Als jährliche Veranstaltung vor Ort hat sich seit den 1990er-Jahren die Rockenfelder Kirmes als Tradition etabliert. Sie findet am 1. Mai statt und wird vom Junggesellenverein Rheinbrohl organisiert. Das Fest, an dem neben Getränken traditionelle Würstchen, Steaks und Erbsensuppe angeboten werden, ist besonders bei Wanderern und Radfahrern beliebt.